# Université de Cologne (1388-1798)

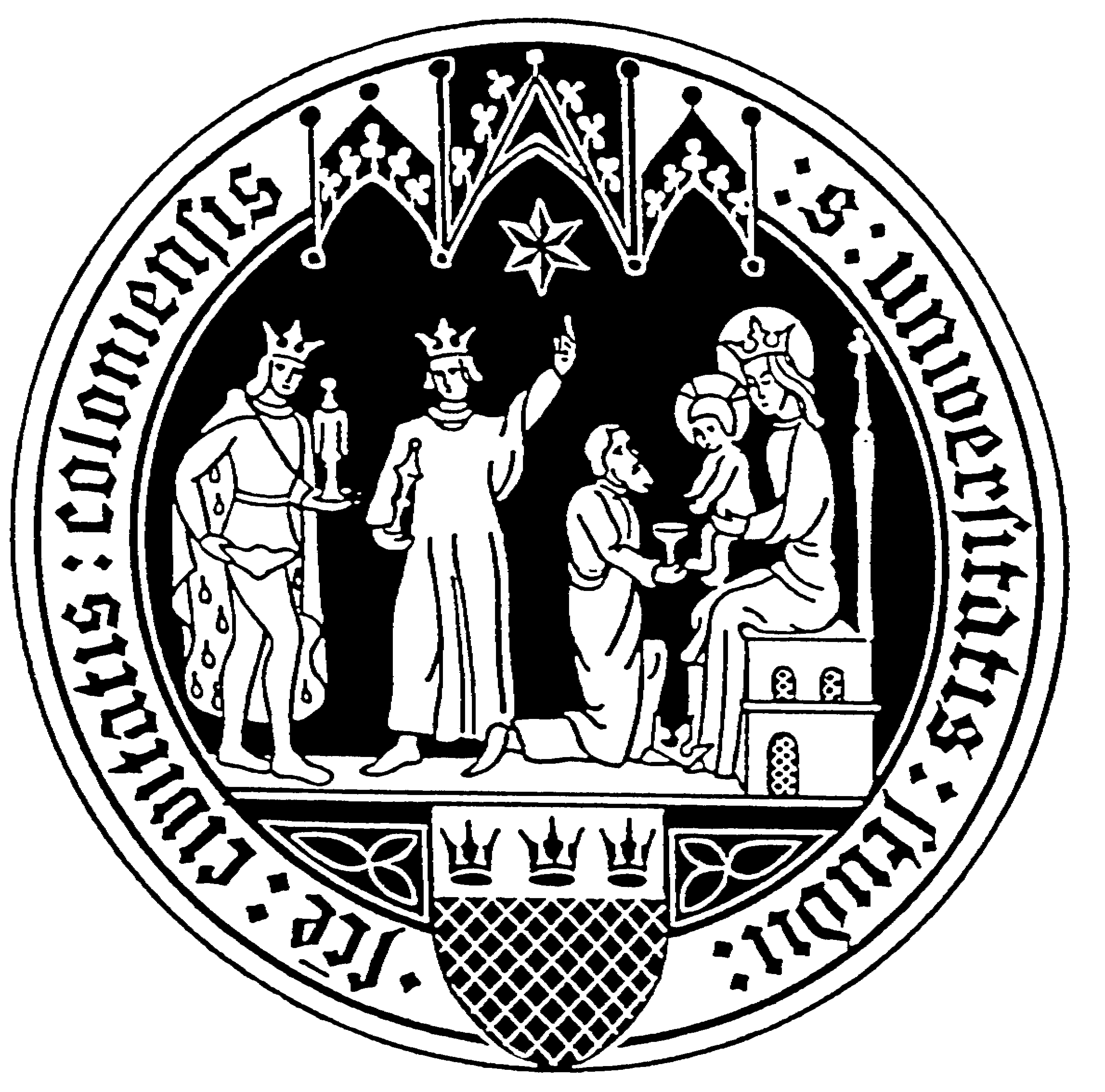
Sceau de l'ancienne université de Cologne.

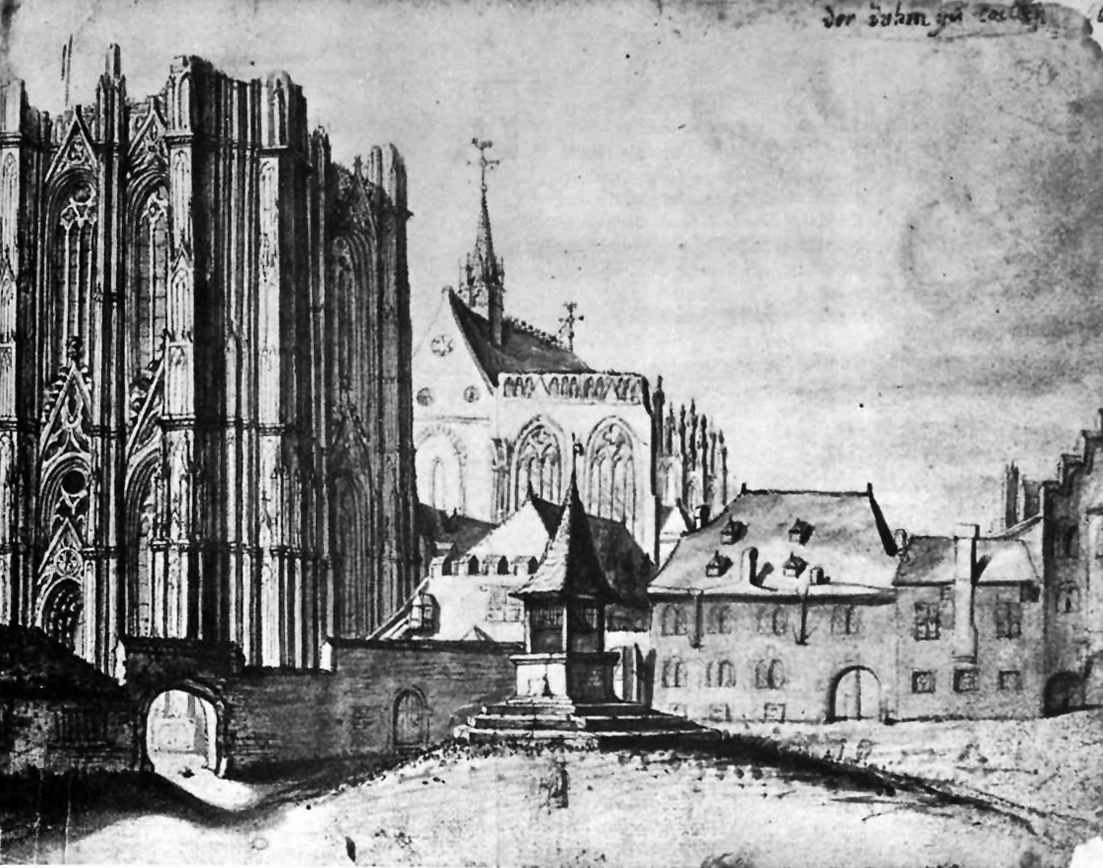
La cathédrale de Cologne et laula de la faculté de théologie en 1665.

L’université de Cologne ou Universitas studii Coloniensis, ou selon l'inscription qui figure sur son sceau « universitas studii s[an]c[ta]e civitatis coloniensis » , a été fondée à Cologne en 1388 et fut supprimée à l'époque de la domination française en 1798.

## Histoire
L'université de Cologne fut fondée le 21 mai 1388. Elle est chronologiquement la quatrième université du Saint-Empire romain, après l'université Charles de Prague (1348), l'université de Vienne (1365) et l'université de Heidelberg (1386). L'initiative de sa création revient au conseil communal de la ville libre d'Empire Cologne. L'acte de fondation fut entériné par le pape Urbain VI alors en résidence à Pérouse.
Le 6 janvier 1389, jour de l'Épiphanie et fête du saint patron de Cologne, se fit la lecture des leçons inaugurales avec la présence de vingt professeurs. le premier recteur fut Hartlevus de Marca qui commença son enseignement avec une dispute, selon l'usage de la Sorbonne, avec le professeur Gérard Kikpot von Kalkar sur le livre 60, verset 1 d'Ésaïe "la gloire du Seigneur brille sur vous" et le lendemain, une messe solennelle fut chantée dans la cathédrale sans doute car l'église de l'Épiphanie était fermée. L'université avait pris comme référence la plus prestigieuse université de l'époque l'Université de Paris, dont trois quarts des professeurs étaient originaires et avaient quitté Paris car l'université de Paris à cette époque suivant le roi Charles VI avait pris parti pour l'anti-pape Clément VII. les autres professeurs venaient de Heidelberg qu'ils avaient quitté à cause de la peste qui y régnait.
Pourtant dès le début de leur enseignement les professeurs de Cologne donnèrent une ligne originale à leur enseignement en s'éloignant des doctrines enseignées à Paris, Vienne et Heidelberg. Ils donnèrent en effet la prééminence au droit romain de l'empereur plutôt qu'au droit canonique de l'Église.
Dès son ouverture, l'université compta 700 étudiants qui devinrent rapidement mille, provenant de toutes les parties de l'Europe, unis par l'usage du latin.
La ville de Cologne payait la rémunération d'abord de neuf puis de douze professeurs : quatre théologiens, trois canonistes, trois médecins et deux juristes enseignant le droit civil romain.

## Professeurs célèbres
- Gilbert de Longueil (1507-1543), professeur de grec de 1538 à 1544.
- Ferdinand Franz Wallraf (1748-1824), professeur de botanique et de médecine.

## Étudiants célèbres
- Gérard Groote (1340-1384), généralement considéré comme le précurseur de la devotio moderna
- Raoul de Tongres (1390-95)
- Jean Hueven, étudia à Cologne de 1395 à 1399, avant de devenir doyen de la Faculté de théologie (1441) et recteur de l'Université (1444).
- Heinrich von Dissen (1415-1484) théologien chartreux
- Johannes Murmellius, humaniste, promoteur de l'enseignement du grec ancien
- Willem van de Voldersgraft, recteur du lycée d'Elbing et l'un des premiers professeurs de l'Albertina
- Érard de La Marck, prince-évêque de Liège de 1505 à 1538.

## Source
- (de) Cet article est partiellement ou en totalité issu de l’article de Wikipédia en allemand intitulé « Universitas Studii Coloniensis » (voir la liste des auteurs).